# Mamula (otok)
Koordinati:   42°23′41″N, 18°33′27″E
Mamula je majhen črnogorski otoček na vhodu v kotorski zaliv.
Mamula, ki se v pomorskih kartah imenuje Lastavica, ali pa tudi  Velika (Vela, Velja) Žanjica, leži pred vhodom v Boko Kotorsko med rtoma Oštri rt in  Mirišta, ter manjšim zalivom Žajnice na polotoku Luštica. Otoček, ki je oddaljen okoli 7 km od Herceg Novija je skoraj pravilne okrogle oblike premera okoli 200 m. Najvišji vrh je visok 16 mnm.
Na Mamuli se nahaja trdnjava, ki je bila postavljena sredi 19. stoletja. Trdnjavo je dal zgraditi avstro-ogrski general Lazar Mamula kot obrambno postojanko pred vstopom v kotorski zaliv. Med obema svetovnima vojmama je bila na otočku kaznilnica. V času fašistične okupacije v letih 1941 do 1944 je bila utrdba spremenjena v koncentracijsko taborišče. Zaprti in mučeni so bili mnogi antfašistični rodoljubi iz Boke Kotorske in okolice.
Na otočki nasproti zaliva Žajnice stoji cerkev postavljena sredi 18. stoletja. Zraven cerkve so ostanki samostana.
Po razpadu Socialistična federativna republika Jugoslavija je bil otoček povod za ozemeljski spor med Hrvaško in Zvezno republiko Jugoslavijo. V kulturnem in zgodovinskem smislu otoček sicer bolj pripada Hrvaški, a ker je bliže črnogorski obali, je bil dodeljen Zvezni republiki Jugoslaviji. Po razpadu le-te pa je sedaj otoček pripada Črni gori.  Mogočna trdnjava na otočku počasi propada, toda kljub vsemu je otoček velika turistična zanimivost.
Na otočku stoji svetilnik, ki oddaja svetlobni signal: B Bl 3s. Nazivni domet svetilnika je 6 milj.